# Голф (Іллінойс)
Голф (англ. Golf) — селище (англ. village) в США, в окрузі Кук штату Іллінойс. Населення — 514 особи (2020).

## Географія
Голф розташований за координатами 42°3′31″ пн. ш. 87°47′6″ зх. д. / 42.05861° пн. ш. 87.78500° зх. д. (42.058549, -87.784941).  За даними Бюро перепису населення США в 2010 році селище мало площу 1,16 км², уся площа — суходіл.

## Демографія
Згідно з переписом 2010 року, у селищі мешкало 500 осіб у 156 домогосподарствах у складі 130 родин. Густота населення становила 431 особа/км².  Було 162 помешкання (139/км²).
Расовий склад населення:
| - 92,0 % — білих - 3,0 % — азіатів - 0,6 % — чорних або афроамериканців - 2,4 % — осіб інших рас |

До двох чи більше рас належало 2,0 %. Частка іспаномовних становила 8,2 % від усіх жителів.
За віковим діапазоном населення розподілялося таким чином: 28,6 % — особи молодші 18 років, 54,6 % — особи у віці 18—64 років, 16,8 % — особи у віці 65 років та старші. Медіана віку мешканця становила 41,8 року. На 100 осіб жіночої статі у селищі припадало 118,3 чоловіків;  на 100 жінок у віці від 18 років та старших — 125,9 чоловіків також старших 18 років.
Середній дохід на одне домашнє господарство  становив 171 484 долари США (медіана — 161 563), а середній дохід на одну сім'ю — 178 880 доларів (медіана — 165 625). За межею бідності перебувало 2,3 % осіб, у тому числі 2,1 % дітей у віці до 18 років та 0,0 % осіб у віці 65 років та старших.
Цивільне працевлаштоване населення становило 222 особи. Основні галузі зайнятості: науковці, спеціалісти, менеджери — 24,8 %, фінанси, страхування та нерухомість — 19,4 %, мистецтво, розваги та відпочинок — 18,5 %.